# Развожаєв Михайло Володимирович
 Михайло Володимирович Развожаєв  (нар. 30 грудня 1980, Красноярськ, РРФСР) — російський політичний і державний діяч. Так званий «губернатор» тимчасово окупованого РФ Севастополя з 2 жовтня 2020 року. Секретар Севастопольського регіонального відділення партії «Єдина Росія» з 25 жовтня 2019 року. Член Генеральної Ради партії «Єдина Росія».
Керівник виконкому «Загальноросійського народного фронту», член Центрального штабу ЗНФ з 17 грудня 2018 по 11 липня 2019. Заступник міністра РФ у справах Північного Кавказу з 1 жовтня 2014 по 3 жовтня 2018. Тимчасовий в.о. глави Хакасії з 3 жовтня по 15 листопада 2018.

## Життєпис
2002 року закінчив історичний факультет Красноярського педагогічного університету. Трудову діяльність розпочав під час навчання в університеті в лютому 2002 року в профспілковій організації студентів Красноярського державного педагогічного університету.
З квітня 2003 року по жовтень 2008 року працював на посадах цивільної служби в Адміністрації Губернатора Красноярського краю.
З жовтня 2008 року працював на керівних посадах в адміністрації губернатора Красноярського краю Олександра Хлопоніна і з 2010 року — Льва Кузнецова.
З серпня 2012 року по липень 2014 року був заступником керівника адміністрації, з травня 2014 року виконував обов'язки губернатора Віктор Толоконский.
З липня по жовтень 2014 року обіймав посаду радника міністра РФ у справах Північного Кавказу Льва Кузнецова.
З 1 жовтня 2014 року — заступник міністра. Проходив навчання в першому потоці Вищої школи державного управління Російської академії народного господарства і державної служби при Президентові РФ. 2018 року закінчив Програму розвитку кадрового управлінського резерву.
3 жовтня 2018 — тимчасовий в.о. глави Хакасії після відставки Віктора Зіміна. Після призначення пообіцяв врегулювати особистий конфлікт двох кандидатів у губернатори — учасників другого туру виборів (представник КПРФ Валентин Коновалов і Олександр Мяхар від «Партії зростання»). Попросив виборчком республіки відкликати позов з Верховного суду Хакасії про скасування реєстрації кандидата у губернатори від КПРФ Валентина Коновалова.
27 жовтня 2018 — заявив, що буде готовий піти на нові вибори, якщо намічений на 11 листопада тур буде визнаний таким, що не відбувся. Проте жителі республіки проголосували за депутата Абаканського міськради від КПРФ Валентина Коновалова.
29 листопада 2018 року обраний до складу Центрального штабу Загальноросійського народного фронту.
З 17 грудня 2018 року по липень 2019 року був керівником Виконкому Загальноросійського народного фронту.

### Так званий «губернатор Севастополя»
З 11 липня 2019 року — в.о. «губернатора» в тимчасовій окупаційній владі РФ у Севастополі. 12 липня 2019 року Развожаєв відправив окупаційний «уряд» Севастополя у відставку.
30 вересня 2019 року зібрав новий «уряд» Севастополя, обрав 7 заступників губернатора: Володимир Базаров, Олександр Кулагін, Марія Литовко, Олексій Парикін, Світлана Пирогова, Денис Солодовников, екс-член Ради федерації від Севастополя Ольга Тимофєєва.
25 жовтня 2019 — став секретарем севастопольського відділення путінської «Єдиної Росії». Увійшов до складу Генеральної Ради партії «Єдина Росія».
13 вересня 2020 року Развожаєв обраний у першому турі губернатором Севастополя з результатом 85,72 % при явці понад 48 %.
2 жовтня 2020 — став т. зв. «губернатором» окупаційної влади Севастополя терміном на 5 років.

### Класний чин, звання
- Офіцер запасу, лейтенант.
- Дійсний державний радник РФ 2 класу.

## Санкції
Голова державного органу, який здійснює підтримку політики РФ, спрямованої на проведення військових дій та геноцид цивільного населення в Україні, насильницьку зміну, повалення конституційного ладу, захоплення державної влади, зміну території або державного кордону України, Михайло Развожаєв є підсанкційною особою багатьох країн світу.
28 січня 2020 року внесений до санкційного списку всіх країн Євросоюзу, як "так званий "виконувач обов'язків губернатора" незаконно анексованого міста Севастополь".
29 січня 2020 року внесений до списку санкцій США за тими ж підставами.
26 липня 2022 року за підтримку війни Росії проти України Развожаєва занесли до списку санкцій Великої Британії, 23 серпня 2022 року його вилучили зі списку, а 6 вересня 2022 року знову внесли до списку, що передбачає заморожування активів.
Також перебуває в санкційних списках Канади, Швейцарії, України, Австралії і Монако.

## Сім'я
Одружений, виховує двох дітей.